# Copa Profesional de Microfútbol Femenina 2013 (Colombia)
La Copa Postobon de Microfútbol 2013 es la cuarta edición de la Copa Profesional de Microfútbol Femenina. Comenzará a disputarse el 26 de mayo. Con la ampliación de un equipo en comparación al año anterior, adicionándose este año a Las Patojas de Popayán. Caimanes de Cundinamarca se ausentan para dar paso a Halcones de Cúcuta Futsalon

## Sistema de juego
En la primera fase se jugará en 10 fechas bajo el sistema de todos contra todos divididos en dos grupos de 6 y 7 equipos. Los cuatro primeros de cada grupo avanzaran a cuartos de final en partidos de ida y vuelta, para conocer los semifinalistas y posteriormente a los dos finalistas de la tercera versión femenina de la Copa postobón de Microfútbol Femenina.
En caso de haber empate en puntos dentro de la tabla de posiciones de la fase todos contra todos, se definirá el orden de clasificación teniendo en cuenta los siguientes criterios, en orden de preferencia:
1. Mayor diferencia de goles.
2. Mayor número de goles a favor.
3. Mayor número de goles a favor como visitante.
4. Menor número de goles en su contra como visitante.
5. Por sorteo

## Datos de los clubes
| Equipo                   | Entrenador | Departamento       | Ciudad       | Coliseo                             | Aforo |
| ------------------------ | ---------- | ------------------ | ------------ | ----------------------------------- | ----- |
| Meminas Bogotá FS        |            | Bogotá             | Bogotá       | Coliseo Cayetano Cañizares          |       |
| Cali Juniors             |            | Valle del Cauca    | Cali         | Coliseo Evangelista Mora            |       |
| Camaritas FS             |            | Casanare           | Yopal        | Coliseo 20 de Julio                 |       |
| Caribeñas                |            | Atlántico          | Barranquilla | Coliseo Elias Chewin                | 1.500 |
| Eliconías                |            | Caquetá            | Florencia    | Coliseo Cubierto Juan Viessi        | 2.000 |
| Pijaos Tolima            |            | Tolima             | Ibagué       | Coliseo Enrique Triana Castilla     | 3.000 |
| Heroínas de Tunja FSC    |            | Boyacá             | Tunja        | Coliseo Municipal de Duitama        |       |
| Mulatas                  |            | Bolívar            | Cartagena    | Coliseo Northon Madrid              | 1.500 |
| Paisitas de Antioquia FS |            | Antioquia          | Medellín     | Polideportivo Tulio Ospina de Bello | 6.500 |
| Piratas de Cúcuta        |            | Norte de Santander | Cúcuta       | Coliseo Toto Hernández              |       |
| Patojas                  |            | Cauca              | Popayán      |                                     |       |
| Real Bumanguesas         |            | Santander          | Bucaramanga  | Coliseo Edmundo Luna Santos         |       |
| Real Caldas              |            | Caldas             | Manizales    | Coliseo Menor de Manizales          | 1.700 |